# Hebeloma syrjense
Hebeloma syrjense är en svampart som beskrevs av P. Karst. 1879. Enligt Catalogue of Life ingår Hebeloma syrjense i släktet fränskivlingar,  och familjen Strophariaceae, men enligt Dyntaxa är tillhörigheten istället släktet fränskivlingar,  och familjen buktryfflar. Arten är reproducerande i Sverige. Inga underarter finns listade i Catalogue of Life.